# María Esther del Campo García
Esther del Campo (Madrid, 27 de abril de 1963) es una catedrática de universidad española del área de la Ciencia Política y de la Administración especializada en temas de gobernanza, gestión pública y análisis de políticas, con especial interés en España y América Latina. Es decana de la Facultad de Ciencias Políticas y Sociología de la Universidad Complutense de Madrid (UCM) desde 2018, reelegida en 2022. En 2023, fue candidata a rectora en la UCM. Pertenece a la Junta Electoral Central desde 2020, y ha sido directora del Instituto Complutense de Estudios Internacionales entre 2012 y 2016.

## Trayectoria
Esther del Campo nació en Madrid el 27 de abril de 1963 en el seno de una familia trabajadora de Soria. En 1985 se licenció en Ciencias Políticas y en 1986 en Sociología, en la Universidad Complutense de Madrid. En 1990 obtuvo el Máster de Política Comparada de la Universidad de Carolina del Norte (EE. UU.).
Se doctoró en Ciencia Política en 1992 en la UCM con la Tesis «Estrategias de desarrollo y crisis políticas en Argentina y Chile», bajo la dirección del catedrático Manuel Alcántara Sáez, con una calificación de sobresaliente cum laude por unanimidad.
Durante el desarrollo de su tesis doctoral ingresó en el cuerpo docente de la Universidad Complutense de Madrid, primero como ayudante y después como ayudante doctora. En 1994 logró una plaza como profesora titular de Escuela Universitaria y en 1996, se convirtió en profesora titular de universidad. Desde 2007 y por concurso de habilitación nacional, es catedrática de universidad. Ha desarrollado una excelsa carrera académica con más de 120 publicaciones, 267 ponencias en congresos internacionales y nacionales, la dirección de 82 tesis doctorales, la participación en más de 60 proyectos de investigación, tanto nacionales como internacionales, así como 27 contratos y asistencias técnicas con administraciones públicas y organizaciones de la sociedad civil. Esta trayectoria le ha permitido obtener el reconocimiento de seis quinquenios de actividad docente y cuatro sexenios de investigación.

## Experiencia
Cuenta con una amplia experiencia en el ámbito de la gestión universitaria. En la actualidad es decana de la Facultad de Ciencias Políticas y Sociología de la UCM, donde fue elegida en 2018 y reelecta en 2022 . Entre 2012 y 2016 fue directora del Instituto Complutense de Estudios Internacionales (ICEI). También ha sido directora de Programas de Postgrado, y ha dirigido el Programa de Doctorado en Ciencias Políticas y de la Administración y Relaciones Internacionales de la UCM, el Máster y Doctorado en Gobierno y Administración Pública, el de América Latina Contemporánea del Instituto Universitario de Investigación Ortega y Gasset, y el Doctorado en Economía y Gobierno de la Universidad Internacional Menéndez y Pelayo (UIMP), la Fundación Centro de Estudios Monetarios y Financieros del Banco de España (CEMFI) y la Fundación José Ortega y Gasset y Gregorio Marañón (FOM).
En el ámbito de la evaluación, entre otras actividades, fue presidenta en 2021 del Comité 7.1. de Ciencias Sociales, Políticas, del Comportamiento y Estudios Género de la Comisión Nacional Evaluadora de la Actividad Investigadora (CNEAI)-ANECA, de la que también ha sido miembro en 2019 y 2020. En 2019 fue evaluadora en el Área de Conocimiento de Ciencia Política y de la Administración del Proyecto piloto de evaluación de la actividad de transferencia del conocimiento e innovación de ANECA. Además, ha sido evaluadora de Proyectos de la Agencia Nacional de Evaluación y Prospectiva (ANEP) y de la Agencia Estatal de Investigación (AEI), y vocal del Comité de Ciencias Sociales y Jurídicas del Programa de Evaluación de Profesorado para la Contratación de ANECA, desde 2007 hasta 2011. Cuenta también con experiencia en distintas agencias autonómicas: Agencia para la Calidad del Sistema Universitario de Castilla y León; Sistema de Evaluación de la Agencia Valenciana de Evaluación y Prospectiva (AVAP), así como otras organizaciones como Entidad de Certificación EQA I+D+I.
Junto a esta experiencia, ha desempeñado también otras tareas de gestión como secretaria docente del Departamento de Ciencia Política y de la Administración en la UCM (2002-2008), presidenta del Consejo Español de Estudios Iberoamericanos (CEEIB) (2012-2020), tesorera (1997-2001) y secretaria (2001-2007) de la Asociación Española de Ciencia Política y de la Administración (AECPA), donde en la actualidad es vicepresidenta primera (desde 2022).
Es también miembro honorífico de distintas instituciones académicas y científicas dentro del campo de estudios de América Latina, como el Instituto de Iberoamérica de la Universidad de Salamanca y la Latin American Studies Association (LASA). Ha formado o forma parte de más de 20 consejos editoriales y/o científicos de revistas académicas (Revista Española de Investigaciones Sociológicas, Revista Española de Ciencia Política, América Latina Hoy, Documentación Administrativa, etc). En 2010 fue galardonada con la Medalla de la Cátedra de la Paz de la Red Internacional de Universidades por la Paz (REDIUNIPAZ).
En otro ámbito de actividades, es vocal de la Junta Electoral Central de España desde 2020. pertenece al Consejo Asesor del Centro de Investigaciones Sociológicas (CIS) como catedrática propuesta por el Consejo de Universidades y pertenece al  del Instituto Complutense de Ciencia de la Administración.

## Publicaciones destacadas
Esther del Campo es autora de más de una centena de publicaciones sobre política comparada en España y América Latina, en las que se analizan los problemas institucionales y del desarrollo, así como el diseño de las políticas públicas y el papel de las mujeres. De esta producción, se incluye a continuación una selección de publicaciones de los últimos años:
- (2022) “Tiempos cruciales para las sociedades latinoamericanas”, América Latina: transiciones ¿hacia dónde?, Informe Anual Fundación Carolina 2022-2023, eds. José Antonio Sanahuja y Pablo Stefanoni, Madrid: Fundación Carolina, pp. 43-55, ISBN 978-84-09-46409-8.

- (2022) “La crisis de la democracia en América Latina: diagnóstico y terapias”, América Latina. Un nuevo escenario, editado por FUNDACIÓN SEMINARIO DE INVESTIGACIÓN PARA LA PAZ (SIP) (2022), Zaragoza: Mira Editores, pp. 65-93, ISBN 978-84-8465-584-8.

- (2021) “Gobernando el futuro: crisis, incertidumbre y gestión pública”, en Gobernando el futuro: Debates actuales sobre Gobierno, Administración y Políticas Públicas, eds. Álvaro Ramírez-Alujas y César Nicandro Cruz-Rubio (2021), Madrid: Centro de Estudios Políticos y Constitucionales, pp. 15-20. ISBN 978-84-259-1883-4.

- (2020) “El (Des)encaje de Cataluña: Reflexiones sobre sus dimensiones económicas” (con Javier Loscos), en El (des)encaje de Cataluña en España, ed. Jaime Ferri Durá, Valencia-Madrid: Tirant lo Blanch-Ediciones Complutense, pp. 122-198. ISBN 978-84-1355-691-8.

- (2019) “Las Cortes Generales: el sistema parlamentario español” (con Mercedes García Montero”, en Gobierno y Política en España, coord. por Antonia Martínez y Juan Montables, Madrid: Tirant Lo Blanch, pp. 223-261. ISBN 978-84-1313-117-7.

- (2018) “Ley de dependencia, coaliciones de actores y regímenes de bienestar en dos Comunidades Autónomas españolas”, en Política y Sociedad, vol. 55, nº 2, pp. 533-558. https://doi.org/10.5209/POSO.56620

- (2017) Austerity and the Implementation of the Europe 2020 Stratety- Reshaping the European Productive and Social Model. A Reflexion from the South, (ed. Con Javier Ramos), Brusells: Peter Lang, SA. https://doi.org/10.1080/13691457.2019.1576315

- (2017) “I can’t get no satisfaction”. Servicios públicos, democracia y clases medias en América Latina” (con Cecilia Güemes y Ludolfo Paramio), en América Latina Hoy, vol. 77, pp. 163-188. https://doi.org/10.14201/alh201777161187.

- (2016) “Talento para lo público: Analizando los sistemas de formación y capacitación de funcionarios públicos en América Latina”, en Reforma y Democracia, Revista del CLAD, nº 64, pp. 165-192. ISSN 1315-2378

- (2015) “Role of Women and the Women’s Movement in the Democratic Transition of Spain”, PO213-01/1004, IDEA Internacional (con Marta Pajarín), Democratic Transitions. Conversations with World Leaders, edited by Sergio Bitar & Abraham F. Lowenthal (eds.), Johns Hopkins University Press, Baltimore, 2015. En español: Transiciones Democráticas: Enseñanzas de Líderes Políticos, por Sergio Bitar y Abraham F. Lowentahal (eds.), Madrid: Ed.Galaxia Gutenberg, 2016. Background paper. ISBN 9781421417615

- (2013) “Transiciones inacabadas, reformas estructurales e incertidumbres institucionales: el caso de América Latina”, Res Publica, nº 30, Año 16, pp. 93-114. ISSN 1989-6115

- (2012) Mujeres indígenas en América Latina: política y políticas públicas, Madrid: Ed. Fundamentos. ISBN 9788424512309.